# Paul Hammerich
Paul Hammerich, född 12 juni 1927, död 16 april 1992, var en dansk journalist och författare.
Hammerich var gift tre gånger, senast (från 1982 fram till sin död) med skådespelaren Malene Schwartz. I ett tidigare äktenskap var han far till Rumle och Camilla Hammerich. 
Paul Hammerich var medlem av Det Danske Gastronomiske Akademi.